# Патерниан
Патерниан (род. в 275 году, умер в 360 году) — святой епископ Фано. Дни памяти — 12 июля, 13 ноября, 23 ноября.
Святой Патерниан, о котором мало что известно , родился в Фермо. Был поставлен епископом Фано святителем Сильвестром I, папой Римским. По преданию, ему удалось бежать от гонений времён императора Диоклетиана и скрыться в горах.
Святого Патериана также почитают покровителем коммун Червиа, Фано, Гроттаммаре и Скеджа-э-Пашелупо.
Римский мартиролог относит литургическое поминовение св. Патерниана на  12 июля:
A Fano nelle Marche, san Paterniano, vescovo.
Martirologio Romano
В епархиях Фано, Фоссомброне, Кальи и Пергола память совершается 10 июля, день перенесения мощей в посвящённую святому базилику в старом городе. 